# Esther Keller
Esther Keller (* 1984) ist eine Schweizer Moderatorin, Autorin und Politikerin (Grünliberale). Seit 2021 ist sie Regierungsrätin und Vorsteherin des Bau- und Verkehrsdepartements des Kantons Basel-Stadt.

## Leben und Wirken
Esther Keller studierte an der Universität Basel Germanistik, Geschichte und Philosophie. Einem breiten Publikum bekannt wurde sie als Telebasel-Moderatorin. Keller arbeitete acht Jahre beim Regionalsender als Produzentin der Nachrichtensendung 7vor7 und des Jugendmagazins Mash. Sie wirkte zudem als Redaktorin und Reporterin, ehe sie 2012 Mediensprecherin bei Novartis wurde.
Keller hat verschiedene ehrenamtliche Engagements im Bereich Kultur, Wirtschaft und Sport inne. So ist sie im Vorstand des Kunsthaus Baselland sowie beim Freiwilligen Museumsverein Basel tätig. Weiter ist sie im Vorstand der Startup Academy Basel. Zudem ist sie Präsidentin von Beachvolley Uptown Basel sowie seit 2019 Co-Präsidentin des NLA-Volleyclubs Sm’Aesch Pfeffingen.
2014 erschien ihre Biografie über den Galeristen und Kunstsammler Ernst Beyeler.

## Politik
Keller ist seit 2016 Mitglied der Grünliberalen Basel-Stadt. Seit 1. Mai 2019 gehört sie als Nachrückende dem Basler Grossen Rat an. Im Herbst 2019 kandidierte sie zudem für den Nationalrat, wo sie mit 367 Stimmen weniger als ihre Parteikollegin Katja Christ nicht gewählt wurde.
Keller kandidierte bei den kantonalen Wahlen vom 25. Oktober 2020 für den Grossen Rat und Regierungsrat. Sie wurde wieder in den Grossen Rat gewählt. Im ersten Wahlgang der Regierungsratswahlen erreichte sie den achten Platz. Im zweiten Wahlgang vom 29. November 2020 schaffte sie die Wahl in die Regierung. Sie wurde mit 28‘710 Stimmen gewählt und lag damit vor dem bisherigen Regierungsrat und Vorsteher des Justiz- und Sicherheitsdepartements Baschi Dürr (FDP, 27‘206 Stimmen) sowie vor Heidi Mück (Grünes Bündnis, 20‘985 Stimmen), welche als Ersatzkandidatin für die zurückgetretene bisherige Regierungspräsidentin und Vorsteherin des Präsidialdepartements, Elisabeth Ackermann, ins Rennen ging. Bei den Wahlen vom 20. Oktober 2024 wurde sie als einzige Bisherige nicht bestätigt, weshalb es am 24. November 2024 zu einem zweiten Wahlgang kommt.

## Publikationen (Auswahl)
- Mein Name ist Bont. Friedrich Reinhardt Verlag, Basel 2011, ISBN 978-3-7245-1782-5.
- Ernst Beyeler. Von Kunst bewegt. Friedrich Reinhardt Verlag, Basel 2014, ISBN 978-3-7245-1993-5. (engl.: Ernst Beyeler. A Life For Art. Friedrich Reinhardt Verlag, Basel 2014, ISBN 978-3-7245-2082-5).
- zus. m. Hans-Peter Schreiber: Auch Junkies haben Würde. Verlag Johannes Petri, Basel 2016, ISBN 978-3-03784-085-6.
- Stadtcasino Basel. Friedrich Reinhardt Verlag, Basel 2020, ISBN 978-3-7245-2436-6.